# یوستوس کارل هاسکارل
یوستوس کارل هاسکارل (انگلیسی: Justus Carl Hasskarl؛ ۶ دسامبر ۱۸۱۱ – ۵ ژانویه ۱۸۹۴) یک گردشگر، و گیاه‌شناس اهل آلمان بود.